# Tổng thống Kyrgyzstan
Tổng thống Kyrgyzstan là người đứng đầu nhà nước và là quan chức cao nhất của Kyrgyzstan. Tổng thống, theo quy định của Hiến pháp Kyrgyzstan, "...là biểu tượng của sự đoàn kết của người dân và quyền lực nhà nước, và là người đảm bảo Hiến pháp của nước Cộng hoà Kyrgyzstan, và của một cá nhân và công dân." Tổng thống được cử tri quốc gia này bầu trực tiếp không quá hai nhiệm kỳ năm năm. Chức vụ Tổng thống được thiết lập vào năm 1990 thay thế cho chức Chủ tịch Hội đồng tối cao đã tồn tại từ năm 1936 trong khi nước này còn là Cộng hoà Xã hội chủ nghĩa Kyrgyzstan.
Tổng thống đầu tiên được bầu cử theo thể thức phổ thông đầu phiếu là Askar Akayev, người đã thôi chức vụ này vào ngày 24 tháng 3 năm 2005. Cuộc bầu cử tháng 7 cùng năm với kết quả Kurmanbek Bakiev được bầu vào chức vụ này với nhiệm kỳ 5 năm.

## Tiêu chuẩn
Cơ hội giữ chức vụ tổng thống được mở ra cho tất cả các công dân của Kyrgyzstan không được trẻ hơn 35 tuổi không cao hơn 65 tuổi. Một ứng viên cần phải biết ngôn ngữ quốc gia, và đã cư trú tại quốc gia này trong thời gian không ít hơn 15 năm trước khi ứng cử của mình cho vị trí này. Tổng thống không thể là đại biểu của Kenesh Jogorku (Quốc hội), đảm nhiệm các chức vụ khác, hoặc thực hiện hoạt động kinh doanh, và phải thôi hoạt động trong các đảng chính trị và các tổ chức trong khoảng thời gian đương nhiệm.

## Nhiệm vụ và chức năng
Tổng thống Kyrgyzstan là người đứng đầu nhà nước nắm giữ quyền lực đáng kể theo quy định trong hiến pháp. Tổng thống có quyền:
- Bổ nhiệm Thủ tướng và những thành viên của chính phủ
- Trình Quốc hội ứng cử viên cho các vị trí trong Tòa án tối cao
- Chỉ đạo chính sách đối ngoại
- Trình và ký luật
- Công bố tất cả các cuộc bầu cử và ban hành nghị định
- Giữ chức tổng tư lệnh các lực lượng vũ trang

## Danh sách tổng thống Kyrgyzstan
| I#  | Tên                                                                      | Chân dung                              | Bắt đầu nhiệm kỳ             | Kết thúc nhiệm kỳ              | Đảng phái |
| --- | ------------------------------------------------------------------------ | -------------------------------------- | ---------------------------- | ------------------------------ | --- |
| 1   | Askar Akayev Аскар Акаев (1944-)                                         | Askar Akayev - May 1994                | 27 tháng 10 năm 1990         | 29 tháng 10 năm 1995           | Độc lập |
| 1   | Askar Akayev Аскар Акаев (1944-)                                         | Askar Akayev - May 1994                | 29 tháng 10 năm 1995         | 29 tháng 10 năm 2000           | Độc lập |
| 1   | Askar Akayev Аскар Акаев (1944-)                                         | Askar Akayev - May 1994                | 29 tháng 10 năm 2000         | 24 tháng 3 năm 2005 (lật đổ)   | Độc lập |
| —   | Ishenbai Kadyrbekov Ишенбай Кадырбеков (Quyền Tổng thống)(1949-)         | Ishenbai Kadyrbekov                    | 24 tháng 3 năm 2005          | 25 tháng 3 năm 2005            | Độc lập |
| —   | Kurmanbek Bakiyev Курманбек Салиевич Бакиев (1949-)                      |                                        | 25 tháng 3 năm 2005          | 14 tháng 8 năm 2005            | Độc lập (25 tháng 3 năm 2005 - 14 tháng 8 năm 2005) Phong trào nhân dân Kyrgyzstan (14 tháng 8 năm 2005 - 15 tháng 10 năm 2007) Ak Jol (15 tháng 10 năm 2007 - 7 tháng 4 năm 2010) |
| 2   | Kurmanbek Bakiyev Курманбек Салиевич Бакиев (1949-)                      | 14 tháng 8 năm 2005                    | 15 tháng 10 năm 2007         |                                | Độc lập (25 tháng 3 năm 2005 - 14 tháng 8 năm 2005) Phong trào nhân dân Kyrgyzstan (14 tháng 8 năm 2005 - 15 tháng 10 năm 2007) Ak Jol (15 tháng 10 năm 2007 - 7 tháng 4 năm 2010) |
| (2) | Kurmanbek Bakiyev Курманбек Салиевич Бакиев (1949-)                      | 15 tháng 10 năm 2007                   | 23 tháng 7 năm 2009          |                                | Độc lập (25 tháng 3 năm 2005 - 14 tháng 8 năm 2005) Phong trào nhân dân Kyrgyzstan (14 tháng 8 năm 2005 - 15 tháng 10 năm 2007) Ak Jol (15 tháng 10 năm 2007 - 7 tháng 4 năm 2010) |
| (2) | Kurmanbek Bakiyev Курманбек Салиевич Бакиев (1949-)                      | 23 tháng 7 năm 2009                    | 7 tháng 4 năm 2010 (lật đổ)  |                                | Độc lập (25 tháng 3 năm 2005 - 14 tháng 8 năm 2005) Phong trào nhân dân Kyrgyzstan (14 tháng 8 năm 2005 - 15 tháng 10 năm 2007) Ak Jol (15 tháng 10 năm 2007 - 7 tháng 4 năm 2010) |
| —   | Roza Otunbayeva Роза Исаковна Отунбаева (1950-)                          | Roza Otunbayeva 2011-03-08             | 7 tháng 4 năm 2010 (tự xưng) | 3 tháng 7 năm 2010             | Đảng Dân chủ Kyrgyzstan |
| 3   | Roza Otunbayeva Роза Исаковна Отунбаева (1950-)                          | Roza Otunbayeva 2011-03-08             | 3 tháng 7 năm 2010           | 1 tháng 12 năm 2011            | Đảng Dân chủ Kyrgyzstan |
| 4   | Almazbek Atambayev Алмазбек Шаршен уулу Атамбаев (1956-)                 | Almazbek Atambayev (09-11-2017)        | 1 tháng 12 năm 2011          | 24 tháng 11 năm 2017           | Đảng Dân chủ Kyrgyzstan |
| 5   | Sooronbay Jeenbekov Сооронбай Шарип уулу Жээнбеков (1958–)               | Президент Киргизии Сооронбай Жээнбеков | 24 tháng 11 năm 2017         | 15 tháng 10 năm 2020 (từ chức) | Đảng Dân chủ Kyrgyzstan |
| —   | Sadyr Japarov Садыр Нургожоевич Жапаров (Quyền Tổng thống) (1968–)       | President of Kyrgyzstan Sadyr Japarov  | 16 tháng 10 năm 2020         | 14 tháng 11 năm 2020           | Mekenchil |
| —   | Talant Mamytov Талант Турдумамат уулу Мамытов (Quyền Tổng thống) (1976-) | Talant Mamytov                         | 14 tháng 11 năm 2020         | 27 tháng 1 năm 2021            | Đảng Cộng hòa |
| 6   | Sadyr Japarov Садыр Нургожоевич Жапаров (1968–)                          | President of Kyrgyzstan Sadyr Japarov  | 28 tháng 1 năm 2021          | Đương nhiệm                    | Mekenchil |